# Kristína (cantant)
Kristína Peláková, més coneguda pel nom artístic de Kristína, (Svidník, 20 d'agost de 1987) és una cantant eslovaca, que va representar al seu país en la semifinal del Festival d'Eurovisió de 2010, però no va arribar a passar a la final.

## Biografia
Des de ben jove, Kristína cantava, ballava i tocava el piano en el seu natal Svidník Eslovaquia. Anys més tard, va cursar classes de cant en el Conservatori de música de Košice. Durant els seus estudis, Kristína freqüentava diferents clubs de jazz de la ciutat; va ser aquí on va conèixer al seu futur productor musical, Martin Kavulič, que el va ajudar a aconseguir un contracte amb la discogràfica H.O.M.I Production.
El 2007, va llançar el seu primer senzill juntament amb el raper Opak anomenat Som tvoja. El 2008 aconsegueix el seu primer èxit a Eslovàquia amb el senzill "Vráť el meu tie hviezdy", el qual va formar part del seu àlbum debut ....ešet váham.
El 2010, Kristína participa en la preselecció nacional del seu país per al Festival d'Eurovisió de 2012, sortint victoriosa amb el tema Horehronie, el qual és una oda a la regió homònima eslovaca. Recentment la cançó va aconseguir el primer lloc en les llistes del seu país.

## Discografia

### Àlbums
- ....ešet váham (2008)

### Senzills
| Any  | Senzill               | Posició | Posició | Àlbum          |
| Any  | Senzill               | [ 5 ]   | [ 4 ]   | Àlbum          |
| ---- | --------------------- | ------- | ------- | -------------- |
| 2008 | "Vráť mi tie hviezdy" | —       | 6       | ....ešet váham |
| 2008 | "Stonka"              | 31      | 4       | ....ešet váham |
| 2008 | "Ešet váham"          | —       | 6       | ....ešet váham |
| 2010 | "Horehronie"          | 27      | 1       |                |